# Íbis Sport Club
El Íbis Sport Club es un equipo de fútbol brasileño de Paulista, estado de Pernambuco, fundado el 15 de noviembre de 1938. El club juega los partidos de local en el Estadio Municipal Ademir Cunha, con capacidad para 10.000 espectadores.
El club es uno de los fundadores de la Federación de Fútbol de Pernambuco. En la actualidad milita en la Pernambucano Serie A2 y son conocidos como el peor equipo de Brasil y el mundo.

## Historia
El Íbis fue fundado el 15 de noviembre de 1938 por empleados de una empresa dedicada a la fabricación de algodón propiedad de João Pessoa de Queiroz. La fábrica se encontraba en Santo Amaro, entonces solo podían jugar los trabajadores de la empresa, hasta producirse el fallecimiento de Queiroz, siendo sustituido por Onildo Ramos, el cual empezó a fichar a empleados de otras empresas. 
El 16 de junio de 1915 se fundó la Liga Sportiva Pernambucana hasta que en 1955 fue renombrada a Federación de Fútbol de Pernambuco, siendo el conjunto rojinegro, uno de los fundadores.
El club tiene en su vitrina un Torneio Início de Pernambuco ganados en 1948 y 1950, y otros dos Torneios Incentivo en 1975 y 1976 respectivamente. Durante la temporada de 1948, Carlito fue el máximo goleador de la liga espernancan con 12 goles. Mientras que en 1999 fueron subcampeones de la Segunda División del Campeonato Pernambucano, tras ser derrotados por el Central Sport Club.
El equipo es conocido por ser autoproclamado y descripto como «el peor equipo (de fútbol) del mundo» por varios medios de comunicación como El Gráfico, O Globo y The Guardian, luego de sufrir varias rachas de partidos sin ganar, incluida una racha de 55 partidos consecutivos durante 3 años y 11 meses en los años 80, siendo una racha de 48 derrotas y 7 empates, con 25 goles a favor y 231 en contra. La última victoria previa a la racha fue un partido con un resultado de 1 a 0 sobre el Ferroviário Esporte Clube do Cabo el 20 de julio de 1980, y su siguiente victoria fue el 17 de junio de 1984, contra el Manchete Futebol Clube do Recife, con marcador de 3 a 1.

## Palmarés
- Torneio Início:
  - Campeón (2): 1948, 1950

- Torneio Incentivo:
  - Campeón (2): 1975, 1976

- Campeonato Pernambucano de Segunda División
  - Subcampeón (2): 1999 y 2021